# Hamlet (cràter)
Hamlet és el cràter d'impacte més gran d'Oberó, una lluna d'Urà. Té un diàmetre de 206 km i va ser nomenada en honor del personatge de l'obra homònima de William Shakespeare Hamlet. El cràter té una superfície fosca, envoltada d'un brillant sistema de raigs, formats per material ejectat durant l'impacte que el va formar. La naturalesa del material fosc del seu interior és desconeguda, però es presumeix que pot ser material volcànic. El cràter fou fotografiat per primera vegada per la sonda Voyager 2 el gener de 1986.